# Semien Shewa (Oromia)
Ne doit pas être confondu avec Semien Shewa (Amhara).
- Nil Bleu
- Jamma
- Awash
- Germama

La zone Semien Shewa ou Nord Shewa (en oromo : Shawaa Kaabaa) est une zone administrative de la région Oromia en Éthiopie. Elle compte 1 431 305 habitants en 2007. Ses principales villes sont Fitche, chef-lieu de la zone, et Gebre Guracha.

## Origine et nom
La zone Nord Shewa de la région Oromia est instituée à la réorganisation du pays en régions en même temps que la zone voisine homonyme dans la région Amhara. Les deux zones reprennent comme leur nom l'indique la partie nord de l'ancienne province du Choa (écrit Shewa selon la graphie anglophone).
La zone rattachée à la région Oromia reprend approximativement le territoire de l'ancien awraja Selalé et sa capitale Fitche, la partie orientale de l'awraja Merhabété et, dans un premier temps, la partie septentrionale de Menagesha.
En 2006, l'Atlas of the Ethiopian Rural Economy y mentionne douze woredas appelés
Abichuna Gne'a,
Berehna Aleltu,
Degem,
Dera,
Gerar Jarso,
Hidabu Abote,
Kembibit,
Kuyu,
Mulona Sululta,
Wara Jarso,
Wuchalena Jido et
Yaya Gulelena Debre Libanos.
Le recensement de 2007 y fait état de dix-huit woredas après plusieurs subdivisions qui ne modifient pas le périmètre de la zone,.
En revanche la zone perd du territoire à la création de la zone spéciale Oromia-Finfinnee du fait du détachement des woredas Bereh, Mulo, Sendafa Town et Sululta qui sont proches d'Addis-Abeba.

## Woredas
Au début des années 2020, la zone Nord Shewa de la région Oromia se compose de quatorze woredas, :
- Abichuna Gne'a
- Aleltu[8]
- Debre Libanos[9]
- Degem
- Dera
- Fiche Town[10]
- Gerar Jarso
- Hidabu Abote
- Jida[11]
- Kembibit
- Kuyu
- Wara Jarso
- Wuchale[11]
- Yaya Gulele[9]

## Géographie
Située dans le nord de la région Oromia, la zone Nord Shewa est bordée au nord-ouest par le Nil Bleu en regard de la zone Misraq Godjam de la région Amhara. Elle est bordée de plus à l'est par la zone Nord Shewa de la région Amhara et au sud par les zones Ouest Shewa, Oromia-Finfinnee et Est Shewa de la région Oromia.
Sa limite sud-ouest longe la rivière Muger jusqu'à son confluent avec le Nil Bleu tandis que sa limite nord-est s'appuie en partie sur le cours amont de la rivière Jamma.

## Démographie
En 2007, d'après le recensement national réalisé par l'Agence centrale de la statistique d'Éthiopie sur un périmètre comprenant encore une partie de la future zone spéciale Oromia-Finfinnee, la zone Semien Shewa compte 1 431 305 habitants et 10 % de la population est urbaine.
Environ 83 % des habitants de la zone sont de langue maternelle oromo et 17 % sont de langue maternelle amharique . Plus de 92 % sont orthodoxes, 5% sont musulmans et moins de 2 % sont protestants.
Toujours en 2007, la principale agglomération de la zone est Fitche avec 27 493 habitants, suivie par Gebre Guracha, Sendafa et Hamus Gebeya avec 19 872, 12 298 et 11 032 habitants respectivement puis par Chancho, Gundo Maeskel et Goha Tsiyon avec plus de 7 000 habitants à la même date.
| Woreda         | Population 2007 | Agglomérations en 2007,           |
| -------------- | --------------- | --------------------------------- |
| Abichuna Gne'a | 74 376          | Mendida                           |
| Aleltu         | 53 414          | Aleltu, Fiche Gelila              |
| Bereh          | 80 808          |                                   |
| Debre Libanos  | 45 179          | Debre Tsige, Wusha Gedel          |
| Degem          | 99 143          | Hamibiso, Ali Doro                |
| Dera           | 181 217         | Gundo Meskel                      |
| Fiche Town     | 27 493          | Fitche                            |
| Gerar Jarso    | 67 312          |                                   |
| Hidabu Abote   | 82 994          | Ejere                             |
| Jida           | 53 658          |                                   |
| Kembibit       | 74 276          | Hamus Gebeya, Sheno               |
| Kuyu           | 121 052         | Gebre Guracha                     |
| Mulo           | 35 138          | Mulo                              |
| Sendafa        | 12 298          | Sendafa                           |
| Sululta        | 129 000         | Chancho, Sululta                  |
| Wara Jarso     | 141 426         | Goha Tsiyon, Tulu Milki, Filiklik |
| Wuchale        | 97 529          | Muke Turi                         |
| Yaya Gulele    | 54 992          | Fital                             |

En 2022, la population est estimée sur le même périmètre à 2 100 331 personnes avec une densité de population de 203 personnes par km2 et 10 332 km2 de superficie.